# Eber (sura)
Eber (arabsko Hud) je 11. sura (poglavje) v Koranu, ki jo sestavlja 123 ajatov (verzov). Je meška sura.
Med opravljanjem molitve (salata oz. namaza) pri tej suri verniki opravijo 10 ruku'jev (priklonov).